# Република у пламену
„Република у пламену” (Републиката во пламен) је југословенски и македонски филм из 1969. године. Режирао га је Љубиша Георгијевски а сценарио су написали Георги Абаџијев, Јован Бошковски и Љубиша Георгијевски.

## Радња
2. августа 1903, на празник Илинден у Македонији је букнуо устанак. То је био одговор на вековно ропство и терор којем је македонски народ био изложен вековима под Турцима. Илинденски устанак је кулминирао стварањем Крушевске Републике која је постојала десет дана и била прва република на Балкану у то време. Да би објаснио сврху и намеру побуне, Никола Карев, председник Крушевске Републике написао је манифест Крушевске Републике, која је садржала напредне идеје изражене у њој.
Одмах после почетка устанка који је требало да се прошири кроз већину Македоније, постало је јасно да је подигнута без потпуне припреме ... Неколико турских војника напада Крушево. Побуњеници напусте град. Остаје само Питу Гулијева чета. Одлучан је да прикаже пример како његови људи воле и како губе своју слободу. Њихова херојска смрт на Мечкином Камену заслужила је поштовање непријатеља. "Иако је краткорочно, према њеним идејама, Крушевска Република била је величанствена. Македонија је имала свој први Илинден, праћен крвавим годинама тешке патње. Македонија ће имати свој други Илинден, у следећој епохи блиских победа и изузетака. Овај други Илинден је близу, долази ... "- у" Илинден ", Димо Хаџи Димов.

## Улоге
| Глумац             | Улога            |
| ------------------ | ---------------- |
| Драги Костовски    | Никола Карев     |
| Ристо Шишков       | Питу Гули        |
| Драгомир Фелба     | Чавче            |
| Илија Џувалековски | Ташко Ђонда      |
| Петре Прличко      | Дојчин           |
| Вукан Диневски     | Сулејман Али     |
| Ирена Просен       |                  |
| Јелена Жигон       |                  |
| Стево Спасовски    |                  |
| Илија Милчин       | Јаја Ефенди      |
| Димитар Костаров   |                  |
| Тодор Николовски   |                  |
| Ацо Стефановски    |                  |
| Љубиша Трајковски  |                  |
| Истреф Беголи      |                  |
| Јосиф Јосифовски   |                  |
| Томо Видов         | (као Тома Видов) |
| Јон Исаја          |                  |

Остале улоге  ▼
| Глумац              | Улога                   |
| ------------------- | ----------------------- |
| Драги Крстевски     |                         |
| Киро Ћортошев       | (као Кирил Ќортошев)    |
| Ристо Стефановски   | (као Ристо Стефановски) |
| Живко Јовановски    |                         |
| Мите Грозданов      |                         |
| Тасе Коцовски       |                         |
| Александар Думов    |                         |
| Анастас Миша        |                         |
| Јоана Поповска      |                         |
| Методи Зенделски    |                         |
| Панче Камџик        | (као Панче Васовски)    |
| Петар Стојковски    | (као Петар Стојановски) |
| Димитар Илиевски    |                         |
| Ристо Мајсторов     |                         |
| Предраг Дишљенковић |                         |
| Владимир Гравчевски |                         |